# Агаев, Тельман Мамедали оглы
Тельман Маммадали оглы Агаев (азерб. Telman Məmmədəli oğlu Ağayev; 10 октября 1935, Вагуди, Сисианский район — 9 мая 2020) — азербайджанский учёный, Доктор биологических наук, профессор, Директор института физиологии им. А. И. Караева, Член-корреспондент НАНА (2001).

## Биография
Тельман Агаев родился 10 октября 1935 года в селе Вагуди Сисианского района Армянской ССР. Окончил Азербайджанский сельскохозяйственный институт по специальности учёный зоотехник. Являлся автором 205 опубликованных научных работ, 3 авторских свидетельств и патентов. Читал лекции по спецкурсу биохимии животных, физиологии человека и животных, эндокринологии на кафедре биохимии и физиологии человека и животных в Бакинском Государственном Университете и на кафедре биохимии Азербайджанского Медицинского Университета. Являлся директором (1995—2013) института физиологии им. А. И. Караева. Тельман Агаев был членом IBRO, членом Национального Комитета по биоэтике и этике технологий ЮНЕСКО.

## Научные работы
- Активность глутаматдекарбоксилазы в субклеточных фракциях тканей значительного анализатора мозга собак в постнатальном онтогенезе //Украинский биохимический журнал, Киев, «Наукова думка» 1982, 54, № 4, с. 409—413.
- Влияние ранней зрительной декривации на синтез глутаминовой и аспарагиновой кислот в матохондриях центральных структур зрительного анализатора мозга собак //Вопросы медицинской химии. 1988. −34, № 3 — с. 59-61. Москва, издательство «Медицина».
- Распределение аспартаталинотрансферазной активности в структурах зрительного анализатора мозга собак в период постнатального онтогенеза //Журнал «Эволюционная биохимия и физиология». 1994, 30, № 2, с. 192—197. Ленинград, издательство АН СССР.
- Обмен глутаминовой кислоты в структурах зрительного анализатора и разных областей коры головного мозга при зрительной дективации // Монография. 1997, Баку, 231 с. , «Элм» АН Азербайджана.
- The effect of the visual deprivation on the phosphatik-activation glutaminase activity in the synaptosomes of the brain visual structures in early postnatal ontogenesis in dogs // International Islamic Medical journal. Baku. 1997, 2, № 3-4, p. 21-26.